# I'm Just a Kid
«I'm Just a Kid» —en español: «Tan sólo soy un niño»— es una canción interpretada por el grupo canadiense de rock Simple Plan, lanzada en 2002 como el primer sencillo de la banda y del álbum No Pads, No Helmets... Just Balls, el cual marcó su debut. 18 años después, tuvo un repunte en los conteos musicales debido a la aplicación TikTok.
La canción ha sido incluida también en la banda sonora de las películas Grind, The new guy y Cheaper by the Dozen. Además fue una de las canciones principales en The String Quartet Tribute to Simple Plan y A Tribute to Simple Plan.

## Lista de canciones
1. «I'm Just a Kid» (Versión de álbum)
2. «One By One»
3. «Grow Up»

## Video musical
El video musical fue dirigido por Smith N' Borin y toma la mayoría de sus escenas de la película The New Guy. Gran parte del videoclip fue grabada en Long Beach Polytechnic High School en Long Beach, California.
El video musical trata sobre un chico (DJ Qualls) el cual intenta de impresionar a una chica (Eliza Dushku) con situaciones peligrosas y la banda lo interrumpe para realizar ellos la acción, pero siempre fallan. Al final del video todos se muestran malheridos, mientras observan que ninguno logró quedarse con la chica.
El día de la grabación del video, el vocalista, Pierre Bouvier, se encontraba enfermo de anginas.
Tienen unas 20 millones de visualizaciones

## Posicionamientos
Debido a que fue el primer sencillo de la banda y ésta no era muy conocida aún, el sencillo no logró colocarse en puestos importantes de ningún conteo internacional.

### Viral en TikTok
En 2020 durante la pandemia de enfermedad por coronavirus (COVID-19), el tema vuelve a la escena mundial, debido a la viralización en la aplicación de videos TikTok, donde incluye un segmento de la canción en un reto de poses en fotografías nuevas familiares con antiguas. Dicho repunte logró la certificación de platino en ese año con más de un millón de unidades equivalentes vendidas.